# Эзми
Эзми (осет. Озми, ингуш. Эзми) — село в Северной Осетии. Административно входит в состав городского округа город Владикавказ и подчинён Затеречному району. Исторически является средневековым башенным селением Ингушетии, в котором находились целые комплексы объектов ингушской архитектуры. Они были представлены множеством исторических объектов: 2 боевые башни (вӀов) и 16 жилых башен (гӀала), а также 3 склеповых могильника. В настоящее время сохранились лишь некоторые жилые башни.

## География
Находится к востоку от Военно-Грузинской дороги, на горном склоне напротив селения Фуртоуг, в 1 км к западу от села Джейрах. В непосредственной близости к селу находится Эзминская ГЭС.

## История
Первое упоминание о селе относится к 1791 году. Тогда И. Гюльдинштедт относил село к осетинской провинции и осетинам. Ранее на месте села находились аулы Верхний и Нижний Озми (Эзми), основанные ингушами — выходцами из Джейраха в 1643 году. В обоих поселениях имелись башенные комплексы и были возведены классические ингушские боевые башни с пирамидально-ступенчатой крышей. Во второй половине 18 века сюда переселились осетины из рода Цуровых и Льяновых, которые впоследствии ассимилировались с местным населением.
До высылки ингушей в 1944 году село входило в состав Пригородного района ЧИАССР (ещё ранее в Ингушскую автономную область). В период нахождения ингушей в ссылке башенные архитектурные комплексы были разрушены. С 1963 года административно находится в составе города Владикавказ.

## Население
| 2002 | 2010 | 2021 |
| ---- | ---- | ---- |
| 224  | ↘196 | ↘172 |

Национальный состав
По данным Всероссийской переписи населения 2010 года.
| Народ   | Численность, чел. | Доля от всего населения, % |
| ------- | ----------------- | -------------------------- |
| ингуши  | 189               | 96,4 %                     |
| осетины | 5                 | 2,6 %                      |
| другие  | 2                 | 1,0 %                      |
| всего   | 196               | 100 %                      |

## Религия
- В селе действует одна мечеть.

## Улицы
- В селе всего одна улица – Мира.